# 亦思马勒
亦思马勒（“伊斯玛仪”，維吾爾語：ئىسمائىل‎，又作亦思马因、伊斯满，？—1486年），15世纪（明朝中叶）时蒙古西部乜克力部（按《蒙古黄金史》是畏兀儿的近族）首领。癿加思兰的族弟。
他早期在吐鲁番地区活动，天顺年间，转到巴儿思渴（今新疆巴里坤）。成化初年，跟随癿加思兰率部自哈密以北东迁。1470年，亦思马勒游牧在河套，成为永谢布部的领主。1479年，联合满都鲁可汗的部下脱罗干等人杀死太师癿加思兰，继任太师。他挑拨满都鲁和孛罗忽济农的关系，二人反目，亦思马勒趁机发兵袭击孛罗忽，夺得并娶其妻锡吉尔（达延汗的母亲）。1480年，达延汗即位後，开始打击以亦思马勒为首的权臣和异姓领主。1486年，达延汗派遣郭尔罗斯部领主托郭齐少师将他击杀。